# Chisato Moritaka
Chisato Moritaka (森高 千里, Moritaka Chisato), née le 11 avril 1969, à Osaka, au Japon, est une ex-chanteuse de J-pop, populaire idole japonaise de la fin des années 1980.

## Biographie
Chisato Moritaka débute en 1987 avec un premier album et des apparitions dans des drama. Exceptionnellement pour une idole, elle écrit et compose certaines de ses chansons, et joue de plusieurs instruments sur ses albums : piano, batterie, guitare, basse, clarinette... Elle se marie en 1999 avec l'acteur Yōsuke Eguchi, avec qui elle a un garçon et une fille, et arrête sa carrière, après une quinzaine d'albums et quarante singles.

## Discographie

### Albums
- NEW SEASON (1er album, 25 juillet 1987)
- Mi-Ha- (2nd, 25 mars 1988)
- Romantic (1er mini album, 10 juillet 1988)
- Mite (3e, 17 novembre 1988)
- Hi Jitsuryokuha Sengen (4e, 25 juillet 1989)
- Kokon Tozai (6e, 17 octobre 1990)
- ROCK ALIVE (8e, 25 mars 1992)
- Pepperland (9e, 18 novembre 1992)
- LUCKY 7 (10e, 10 mai 1993)
- STEP BY STEP (11e, 25 juillet 1994)
- TAIYO (13e, 15 juillet 1996)
- PEACHBERRY (14e, 16 juillet 1997)
- Kotoshi no Natsu wa More Better (15e, 21 mai 1998)
- Sava Sava (16e, 9 septembre 1998)

### Compilations
- Moritaka Land (5e, 10 décembre 1989)
- The Moritaka (7e, 10 juillet 1991)
- DO THE BEST (12e, 25 mars 1995)
- The Best Selection of First Moritaka (17e, 15 février 1999)
- mix age  (18e, 3 novembre 1999)
- harvest time (27 novembre 1999)
- MY FAVORITES (26 novembre 2004)

### Singles
| - NEW SEASON (1er single, mai 25, 1987) - Overheat Night (2nd, oct 25, 1987) - GET SMILE (3e, fev 25, 1988) - The Mi-Ha- (Special Mi-Ha- mix) (4e, avril 25, 1988) - ALONE (5e, oct 25, 1988) - The Stress (Stress Chukintō version) (6e, fev 25, 1989) - Jyūnana-sai (7e, mai 25, 1989) - Daite (Las Vegas version) (8e, sep 25, 1989) - Michi / Seisyun (9e, jan 25, 1990) - Kusaimono niwa Futa wo Siro!! (10e, mai 25, 1990) - Ame (11e, sep 10, 1990) - Benkyō no Uta / Kono Machi (12e, fev 10, 1991) - Hachigatsu no Koi (13e, juin 25, 1991) - Fight!! (14e, oct 25, 1991) - Concert no Yoru (15e, fev 25, 1992) - Watashi ga Obasan ni Nattemo (16e, juin 25, 1992) - Watarase Bashi / Writer Shibō (17e, jan 25, 1993) - Watashi no Natsu (18e, avril 10, 1993) - Haeotoko / Memories (19e, juin 25, 1993) - Kaze ni Fukarete (20e, 11 octobre 1993) | - Rock'n Omelette (21e, jan 25, 1994) - Kibun Sōkai (22e, jan 31, 1994) - Natsu no Hi (23e, mai 10, 1994) - Suteki na Tanjōbi / Watashi no Daiji na Hito (24e, oct 10, 1994) - Futari wa Koibito (25e, fev 10, 1995) - Yasumi no Gogo (26e, oct 10, 1995) - Jin Jin Jinglebell (27e, dec 1, 1995) - SO BLUE (28e, fev 19, 1996) - La La Sunshine (29e, juin 10, 1996) - Gin'Iro no YUME (30e, nov 11, 1996) - Let's Go! (31e, fev 25, 1997) - SWEET CANDY (32e, juin 11, 1997) - Miracle Light (33e, oct 15, 1997) - SNOW AGAIN (34e, nov 19, 1997) - Denwa (35e, mars 4, 1998) - Umi made 5fun (36e, juil 15, 1998) - Tsumetai Tsuki (37e, oct 1, 1998) - Watashi no Youni (38e, mars 17, 1999) - Mahiru no Hoshi (39e, mai 19, 1999) - Ichido Asobi ni Kiteyo '99 (40e, oct 1, 1999) |

A noter que des versions de Watare Bashi furent distribués sous la forme d'un CD-ROM interactif pour la console de jeu Bandai Pippin, comportant des clips vidéo, des mini-jeux et des interviews.